# Шотошников, Михаил Иванович
Михаил Иванович Шотошников (1770 — после 1800) — русский художник и педагог, преподаватель Императорской Академии художеств по классу гравирования ландшафтов и перспективного рисования. В некоторых источниках описывается под фамилиями Шатошников, Щеточников, Щоточников или Щетышников.

## Биография
Михаил Шотошников родился 23 мая (3 июня) 1770 года в городе Санкт-Петербурге в семье резчика придворной конюшенной конторы. Художественное образование получил в Императорской Академии художеств, где его наставником был академик Гавриил Иванович Серебряков.
По окончании ИАХ в 1791 году, Михаил Иванович Шотошников был оставлен при Академии пенсионером и награждён за перспективную композицию второй серебряной медалью.
В 1793 году М. И. Шотошников получил большую серебряную медаль за рисунок с натуры, а в следующем году ту же медаль за архитектурное сочинение и малую золотую медаль за рисунки.
Назначенный в июле 1798 года «для преподавания перспективной лекции», Михаил Иванович Шотошников вскоре, сверх того, получил ещё место преподавателя по классу гравирования ландшафтов. Однако, два года спустя, по его просьбе, он был освобожден от «преподавания перспективной лекции» и остался лишь преподавателем в гравировальном ландшафтном классе.
По рисунку М. И. Шотошникова академиком И. В. Ческим был выгравирован : «Вид бассейна Самсонова с фонтанами и каскадами в нижнем Петергофском саду».